# Roudno
Roudno település Csehországban, Bruntáli járásban. Roudno Bruntál, Lomnice, Razová, Leskovec nad Moravicí, Moravský Beroun, Křišťanovice, Bílčice és Nová Pláň településekkel határos. Lakosainak száma 210 fő (2024. január 1.).

## Népesség
A település lakosságának változását az alábbi diagram mutatja:
| Lakosok száma | 1232 | 1013 | 846  | 439  | 352  | 204  | 214  | 211  | 207  | 210  |
|               | 1869 | 1890 | 1921 | 1950 | 1980 | 2001 | 2017 | 2019 | 2022 | 2024 |